# Gamboa (apellido)
El apellido Gamboa, originario del País Vasco, desciende de la casa de Guevara y procede del topónimo Gamboa, nombre de un antiguo municipio de Alava.

## Los primeros Gamboa conocidos
El primero en utilizar el apellido Gamboa y cabeza del linaje gamboíno parece haber sido Sancho Vélez de Guevara, nieto de Sancho García de Salcedo, señor de Ayala, alrededor de 1150. De Sancho Vélez de Guevara, sus hermanos e hijos, procede la descendencia Gamboa con Sancho Pérez de Gamboa (1175), Juan López de Gamboa (1200), Navarra de Gamboa (1255), Lope Fernández de Gamboa (1225), Fernando Ibáñez de Gamboa (1250), Ruy Pérez de Gamboa (1275), Juan López de Gamboa (1300), nacidos todos en Guipúzcoa, en las poblaciones de Zumaya y Olaso.

## Los gamboínos
Desde comienzos del siglo XII los habitantes de Guipúzcoa se dividieron en dos grupos: los oñacinos y los gamboínos. Uno de los temas más discutidos de la historia vasca es el que se refiere a la formación de estos dos grupos, llamados también "parientes mayores" o jauntxos, cuyas banderías ensangrentaron durante tres siglos el suelo de la Vasconia occidental.
En su obra Bienandanzas e fortunas, Lope García de Salazar cuenta la leyenda del inicio de las hostilidades entre oñacinos y gamboínos. Relata como, en las festividades religiosas del primer día del mes de mayo, las cofradías acostumbraban a llevar enormes cirios a las iglesias. Una de ellas decidió llevar los cirios en los hombros, por lo alto, y los otros a pie. En la confrontación, los unos gritaban, ¡Gamboa, por lo alto! y los otros, ¡Oñaz, a pie! Se originó una tremenda batalla campal que se multiplicó luego en quemas de pueblos y repetidos ataques entre uno y otro bando.[cita requerida]
La lucha constante entre Castilla y Navarra por la posesión de las tierras de Rioja, Bureba y Provincias Vascas alimentaron esta rivalidad, ya que los oñacinos apoyaron a Castilla mientras los gamboínos apoyaron a Navarra.

## Difusión del apellido
Los Gamboa se difundieron por España aunque este apellido no figura entre los 1500 apellidos más comunes del país. Es más frecuente en Guipúzcoa, donde más del 5% la población lleva este apellido, en Málaga y en Madrid. 
Los Gamboa salieron de España durante la conquista de América y se establecieron en varios países, entre ellos, Costa Rica, Colombia, Ecuador,Chile, México y Bolivia. Andrés López de Gamboa, nacido en 1542 en la Villa de Durango, Vizcaya, llega al Perú como paje del virrey Conde de Nieva, en 1560. Otro Gamboa, Pedro Sarmiento de Gamboa, nacido en Pontevedra, Galicia, en 1532, fue el comandante de la estación naval española en el Océano Pacífico. En 1579 se le ordenó capturar al pirata Drake, que había salido del Callao hacia el estrecho de Magallanes con once navíos. Al no encontrarlo ni haber podido detenerlo, fue enviado en 1581, por el rey Felipe II de España, a fortificar el estrecho de Magallanes con veinticuatro navíos y dos mil quinientos hombres. Esta vez estableció el fuerte de San Felipe, llamado después, debido a su trágico destino, Puerto del Hambre, la primera población patagónica de Chile, 60 kilómetros al sur de Punta Arenas.
Un dato más, en la ciudad de Arequipa al sur del Perú, una de las más antiguas fundadas durante la conquista, existe un Claustro Católico que ahora es un Museo de Sitio el Museo de Santa Catalina, se puede visitar las habitaciones de las monjas que habitaron allí, y en las puertas tallaron el nombre de estas, una de ellas se apellidaba Gamboa, esto data de 1600 más o menos.

## Los Gamboa en Colombia
En el tomo dos de las Genealogías del Nuevo Reino de Granada de Juan Flórez de Ocáriz aparece Martín de Verganço y Gamboa, originario de Salinas de Léniz en la provincia de Guipúzcoa. Fue varias veces alcalde ordinario de Santa Fe de Bogotá entre los años de 1601 y 1632 además de procurador general y tesorero de la Real Hacienda. Martín de Verganço (Berganzo) y Gamboa se casó con María de Velasco y Angulo y tuvieron varios hijos. Es posible que sean los originarios de las tres ramas de la familia Gamboa en Colombia.

La rama del Valle del Cauca da origen a una dinastía de poetas, que trazan su linaje al poeta Isaías Gamboa (1872-1904) y más de treinta poetas y escritores que reseñan Hugo Cuevas-Mohr y Vicente Pérez Silva en su libro Los Gamboa: Una Dinastía de Poetas, publicado en 2009. Esta rama familiar incluye los poetas Octavio Gamboa, Margarita Gamboa, Fray Teófilo María Gamboa, David Hernández (poeta) y los educadores Severo Reyes Gamboa y Joaquín Gamboa Lozano y al biólogo y docente universitario Miguel Ángel Gamboa-Gaitán. De esta rama proviene la rama que fundara en El Salvador Francisco Antonio Gamboa, integrante de la Misión Colombiana y fundador de la primera Escuela de Maestros del país, pasando a ser Ministro de Educación. Así, en El Salvador nace otra rama poética con exponentes como Esperanza Gamboa, José Ricardo Leiva y Claudia Llerena.
La rama del Tolima da origen al escritor Santiago Gamboa y la de los Santanderes da origen a Miguel de Gamboa, que aparentemente emigró luego al Perú.

## Los Gamboa en México
En el estado de Yucatán y su capital Mérida, y en el estado de Campeche, el apellido Gamboa es ampliamente conocido (existen allí varias familias). Yucatecos ilustres con apellido Gamboa son por ejemplo los siguientes:
En las poblaciones de Hoctún y Kantunil, en el estado de Yucatán, es notoria la presencia del apellido Gamboa (fuente: ).
Punto a mencionar, también se encuentran personas con apellido Gamboa en importantes ciudades del estado de Veracruz, para ser más exactos; Orizaba, Río Blanco, Córdoba, capital del estado Yucatán, y ciudad y puerto de Veracruz. En el estado de Puebla, la ciudad capital tiene una gran presencia de personas con este ilustre apellido.